# Звукозапись
Звукоза́пись — процесс записи звуковых сигналов. Результатом звукозаписи является фонограмма.
Необходимое оборудование: устройство для преобразования акустических колебаний в электрический сигнал (микрофон) или генератор тона (напр. звуковой синтезатор, семплер), устройство для преобразования электрических колебаний в последовательность дискретных (цифровых) значений (в цифровой звукозаписи), устройство для сохранения (магнитофон, жёсткий диск компьютера или иное устройство для сохранения полученной информации на носитель). Звукозапись может быть монофонической, стереофонической, многоканальной.
Самая старая из известных звукозаписей была сделана 9 апреля 1860 года парижским изобретателем Эдуардом-Леоном Скоттом де Мартенвилем с помощью устройства, называемого «фоноавтограф».
В зависимости от сохранения, выделяют два основных вида записи звуков: аналоговый и цифровой.

## Аналоговая звукозапись
Под аналоговой подразумевают запись звуков на физический носитель таким образом, чтобы устройство воспроизведения производило колебания и создавало звуковые волны аналогичные тем, что были получены при сохранении.

### Механическая звукозапись
Записываемый звук воздействовал через рупор на мембрану, жёстко связанную с резцом. При воспроизведении игла, двигающаяся по канавке, передаёт колебания на упругую мембрану, которая излучает звук. Звук усиливался при помощи рупора конической формы.
- Фоноавтограф (1857)
- Фонограф (1878)
- Граммофон (1887)
- Патефон (1907)

### Электромеханическая запись
Записываемые звуковые колебания преобразуются микрофоном в соответствующие электрические токи, воздействующие после их усиления на электромеханический преобразователь — рекордер, который превращает переменные электрические токи посредством магнитного поля в соответствующие механические колебания резца. Для воспроизведения применялся пьезоэлектрический, а позднее более качественный — магнитный звукосниматель. Звукосниматели преобразуют колебания иглы, бегущей по звуковой дорожке грампластинки, в электрический сигнал, который после усиления в электронном усилителе поступает в громкоговоритель.
- Электрофон (1925)
- Электропроигрыватель[источник не указан 1422 дня]

### Оптическая (фотографическая) запись звука
Оптическая фонограмма применялась, в основном, в кино, и имела переменную ширину дорожки (1904) или переменную оптическую плотность (1919) и наносилась на кромку киноленты. При воспроизведении световой поток лампы проходя сквозь киноленту изменялся (модулировался) в соответствии с записанными звуковыми колебаниями. Фотоэлемент превращал падающий на него переменный световой поток в электрические колебания. Электрический сигнал усиливался усилителем воспроизведения и поступал на громкоговоритель, установленный у экрана в зрительном зале кинотеатра.
В тридцатых-сороковых годах XX века в СССР разрабатывалась система оптической звукозаписи и воспроизведения с использованием бумажного носителя (ленты). Но «Говорящая бумага» П. П. Скворцова широкого распространения не получила.

### Магнитная звукозапись
Запись производится с помощью записывающей магнитной головки, создающей переменное магнитное поле на участке движущегося носителя (зачастую магнитной ленты), обладающего магнитными свойствами. На ферромагнитном слое носителя остаётся след остаточного намагничивания. След и есть дорожка фонограммы. При воспроизведении магнитная головка преобразует остаточный магнитный поток движущегося носителя записи в электрический сигнал звуковой частоты.
- Магнитофон (1932)

## Цифровая звукозапись
Под цифровой записью понимают оцифровку и сохранение звука в виде набора бит (битовой последовательности), который описывает воспроизведение тем или иным устройством.

### Магнитная цифровая звукозапись
Запись цифровых сигналов производится на магнитную ленту. Выделяют два типа записи:
- продольно-строчная система записи — в которой лента движется вдоль блока неподвижных магнитных головок записи/воспроизведения
  - DASH (1982) (англ. Digital Audio Stationary Head)
  - DCC (1992) (англ. Digital compact cassette, цифровая компакт-кассета)
- наклонно-строчная система записи — в которой лента движется вдоль барабана вращающихся магнитных головок и запись осуществляется наклонно отдельными дорожками, что обеспечивает большую плотность, по сравнению с продольно-строчной системой записи.
  - DAT (1987) (англ. Digital audio tape)
  - ADAT (1991) (англ.  Alesis Digital Audio Tape, цифровая аудиолента фирмы Alesis) — на основе лентопротяжного механизма и видеокассет стандарта S-VHS

### Магнитооптическая запись
Запись на магнитооптический диск осуществляется по следующей технологии: излучение лазера разогревает участок дорожки выше температуры точки Кюри, после чего электромагнитный импульс изменяет намагниченность, создавая отпечатки, эквивалентные питам на оптических дисках. Считывание осуществляется тем же самым лазером, но на меньшей мощности, недостаточной для разогрева диска: поляризованный лазерный луч проходит сквозь материал диска, отражается от подложки, проходит сквозь оптическую систему и попадает на датчик. При этом в зависимости от намагниченности изменяется плоскость поляризации луча лазера (эффект Керра), что и определяется датчиком.
- Минидиск (MD) (1992)
- Hi-MD (2004)

### Лазерная запись
При записи данные записываются на диск лучом лазера повышенной мощности, чтобы физически «прожечь» органический краситель записывающего слоя. Когда краситель нагревается выше определённой температуры, он разрушается и темнеет, изменяя отражательную способность «прожжённой» зоны. Таким образом при записи, управляя мощностью лазера, на записывающем слое получают чередование тёмных и светлых пятен, которые при чтении интерпретируются как питы. При чтении лазер имеет значительно меньшую мощность, чем при записи, и не разрушает краситель записывающего слоя. Отражённый от отражающего слоя луч попадает на фотодиод, а если луч попадает на тёмный — «прожжённый» — участок, то луч почти не проходит через него до отражающего слоя и фотодиод регистрирует ослабление светового потока. Чередующиеся светлые и тёмные участки дорожки порождают изменение светового потока отражённого луча и переводятся в изменение электрического сигнала, который далее и преобразуется в биты информации электрической системой привода — «декодируется».
- Звуковой компакт-диск (1982) (CD)
- DTS (1993) — фонограмма к фильмокопии на отдельном компакт-диске
- DVD-Audio (1999) (DVD-A)
- SACD (1998) (Super audio compact disc, супер аудио компакт-диск)

### Оптическая цифровая запись звука
Звуковое сопровождение к фильму печатается непосредственно на 35-мм киноплёнку оптическим методом в цифровом закодированном виде. При воспроизведении цифровой сигнал считывается специальной насадкой на кинопроектор и затем декодируется процессором в многоканальную фонограмму.
- Dolby Digital (1992)
- SDDS (1993)

### Цифровые аудиоформаты
Запись звуковых данных производится в файл определённого формата, который сохраняется на электронных звуковых носителях.
- Нотные: MIDI (1982)
- Оцифрованный звук: OGG, MP3, WAV и т. п.